# Giải vô địch bóng đá thế giới các câu lạc bộ 2012
Giải vô địch bóng đá các câu lạc bộ thế giới 2012 (tiếng Anh: 2012 FIFA Club World Cup; được biết đến chính thức là FIFA Club World Cup Japan 2012 presented by Toyota vì lý do tài trợ) là một giải đấu bóng đá được diễn ra từ ngày 6 đến ngày 16 tháng 12 năm 2012. Đây là phiên bản thứ chín của Giải vô địch bóng đá thế giới các câu lạc bộ, một giải đấu do FIFA tổ chức giữa các câu lạc bộ vô địch châu lục, cũng như nhà vô địch của giải vô địch quốc gia nước chủ nhà. Giải đấu được tổ chức tại Nhật Bản.
Barcelona là đương kim vô địch, nhưng không thể bảo vệ danh hiệu của mình sau khi bị loại ở bán kết UEFA Champions League 2011-12.
Corinthians đã dành chức vô địch lần thứ hai sau khi đánh bại Chelsea 1–0 trong trận chung kết.

## Các đội giành quyền tham dự
| Đội                             | Liên đoàn châu lục | Giành quyền trên tư cách                  | Lần tham dự thứ¹                |
| Vào vòng bán kết                | Vào vòng bán kết   | Vào vòng bán kết                          | Vào vòng bán kết                |
| ------------------------------- | ------------------ | ----------------------------------------- | ------------------------------- |
| Corinthians                     | CONMEBOL           | Vô địch Copa Libertadores 2012            | 2 (Lần trước: 2000)             |
| Chelsea                         | UEFA               | Vô địch UEFA Champions League 2011-12     | 1                               |
| Vào vòng tứ kết                 |                    |                                           |                                 |
| Ulsan Hyundai                   | AFC                | Vô địch AFC Champions League 2012         | 1                               |
| Al Ahly                         | CAF                | Vô địch CAF Champions League 2012         | 4 (Lần trước: 2005, 2006, 2008) |
| Monterrey                       | CONCACAF           | Vô địch CONCACAF Champions League 2011-12 | 2 (Lần trước: 2011)             |
| Play-off giành quyền vào tứ kết |                    |                                           |                                 |
| Auckland City                   | OFC                | Vô địch OFC Champions League 2011-12      | 4 (Lần trước: 2006, 2009, 2011) |
| Sanfrecce Hiroshima             | AFC (Chủ nhà)      | Vô địch J. League Division 1 2012         | 1                               |

1 In đậm: Đội vô địch giải đấu trước đó

## Tổ trọng tài
Các trọng tài được chỉ định là:
| Liên đoàn châu lục | Trọng tài                  | Trợ lý trọng tài                                       |
| ------------------ | -------------------------- | ------------------------------------------------------ |
| AFC                | Nawaf Shukralla            | Ebrahim Saleh Yaser Tulefat                            |
| AFC                | Alireza Faghani (dự phòng) | Hassan Kamranifar (dự phòng) Reza Sokhandan (dự phòng) |
| CAF                | Djamel Haimoudi            | Abdelhak Etchiali Redouane Achik                       |
| CONCACAF           | Marco Antonio Rodríguez    | Marvin Torrentera Marcos Quintero                      |
| CONMEBOL           | Carlos Vera                | Christian Lescano Byron Romero                         |
| OFC                | Peter O'Leary              | Mark Rule Ravinesh Kumar                               |
| UEFA               | Cüneyt Çakır               | Bahattin Duran Tarık Ongun                             |

## Đội hình
Mỗi đội phải đăng ký một đội hình gồm 23 cầu thủ, ba cầu thủ trong số đó là thủ môn. Các đội hình được công bố vào ngày 29 tháng 11 năm 2012.

## Địa điểm
Yokohama và Toyota là các địa điểm phục vụ cho FIFA Club World Cup 2012.
| Toyota                                         | ToyotaYokohama | Yokohama                                        |
| ---------------------------------------------- | -------------- | ----------------------------------------------- |
| Sân vận động Toyota                            | ToyotaYokohama | Sân vận động Quốc tế Yokohama                   |
| 35°05′5″B 137°10′15″Đ / 35,08472°B 137,17083°Đ | ToyotaYokohama | 35°30′35″B 139°36′20″Đ / 35,50972°B 139,60556°Đ |
| Sức chứa: 45.000                               | ToyotaYokohama | Sức chứa: 72.327                                |
|                                                | ToyotaYokohama |                                                 |

## Công nghệ goal-line
FIFA Club World Cup 2012 là giải đấu đầu tiên của FIFA sử dụng công nghệ goal-line sau khi được Ủy ban Bóng đá Quốc tế (IFAB) phê duyệt vào tháng 7 năm 2012. Hai hệ thống được FIFA phê duyệt, GoalRef (lắp đặt ở Yokohama) và Hawk-Eye (lắp đặt ở Toyota), đã được sử dụng trong hai sân vận động.

## Trận đấu
Vào ngày 24 tháng 9 năm 2012, lễ bốc thăm cho FIFA Club World Cup 2012 được tổ chức tại trụ sở FIFA ở Zürich, Thụy Sĩ, lúc 11:30 CEST (UTC+02:00). Lễ bốc thăm quyết định "các vị trí" trong bảng đấu cho ba đại diện lọt vào tứ kết (AFC/CAF/CONCACAF).
Nếu trận đấu kết thúc với tỉ số hòa sau thời gian thi đấu chính thức:
- Đối với các trận đấu vòng đấu loại trực tiếp, hiệp phụ sẽ được diễn ra. Nếu trận đấu vẫn kết thúc với tỉ số hòa sau hiệp phụ, hai đội sẽ bước vào loạt sút luân lưu để phân định thắng thua.
- Đối với các trận tranh hạng năm và hạng ba, không thi đấu hiệp phụ, hai đội sẽ bước vào loạt sút luân lưu để phân định thắng thua.

|  | Play-off               | Play-off             |                        |               | Tứ kết              | Tứ kết              |               |               | Bán kết | Bán kết |  |  | Chung kết              | Chung kết              |
|  | 6 tháng 12 – Yokohama  |                      |                        |               |                     |                     |               |               |         |         |  |  |                        |                        |
|  | Sanfrecce Hiroshima    | 1                    |                        |               | 9 tháng 12 – Toyota | 9 tháng 12 – Toyota |               |               |         |         |  |  |                        |                        |
|  | Sanfrecce Hiroshima    | 1                    |                        |               | 9 tháng 12 – Toyota | 9 tháng 12 – Toyota |               |               |         |         |  |  |                        |                        |
|  | Auckland City          | 0                    |                        |               | Sanfrecce Hiroshima | 1                   |               |               |         |         |  |  |                        |                        |
|  | Auckland City          | 0                    | 12 tháng 12 – Toyota   |               | Sanfrecce Hiroshima | 1                   |               |               |         |         |  |  |                        |                        |
|  |                        |                      |                        |               | Al Ahly             | 2                   |               |               |         |         |  |  |                        |                        |
|  | Al Ahly                | 0                    |                        |               | Al Ahly             | 2                   |               |               |         |         |  |  |                        |                        |
|  | Al Ahly                | 0                    |                        |               |                     |                     |               |               |         |         |  |  |                        |                        |
|  |                        |                      | Corinthians            | 1             |                     |                     |               |               |         |         |  |  |                        |                        |
|  |                        |                      | Corinthians            | 1             |                     |                     |               |               |         |         |  |  |                        |                        |
|  |                        |                      | 16 tháng 12 – Yokohama |               |                     |                     |               |               |         |         |  |  |                        |                        |
|  |                        |                      |                        |               |                     |                     |               |               |         |         |  |  |                        |                        |
|  | Corinthians            | 1                    |                        |               |                     |                     |               |               |         |         |  |  |                        |                        |
|  | Corinthians            | 1                    | 9 tháng 12 – Toyota    |               |                     |                     |               |               |         |         |  |  |                        |                        |
|  |                        | Chelsea              | 0                      |               |                     |                     |               |               |         |         |  |  |                        |                        |
|  |                        |                      | 0                      | Ulsan Hyundai | 1                   |                     |               |               |         |         |  |  |                        |                        |
|  | 13 tháng 12 – Yokohama |                      |                        | Ulsan Hyundai | 1                   |                     |               |               |         |         |  |  |                        |                        |
|  |                        | Monterrey            | 3                      |               |                     |                     |               |               |         |         |  |  |                        |                        |
|  | Monterrey              | Monterrey            | 3                      | 1             |                     |                     |               |               |         |         |  |  |                        |                        |
|  | Monterrey              | Tranh hạng năm       | Tranh hạng năm         | 1             |                     |                     | Tranh hạng ba | Tranh hạng ba |         |         |  |  |                        |                        |
|  |                        | Tranh hạng năm       | Tranh hạng năm         |               | Chelsea             | 3                   | Tranh hạng ba | Tranh hạng ba |         |         |  |  |                        |                        |
|  | Ulsan Hyundai          | 2                    | Al Ahly                | 0             | Chelsea             | 3                   |               |               |         |         |  |  |                        |                        |
|  | Ulsan Hyundai          | 2                    | Al Ahly                | 0             |                     |                     |               |               |         |         |  |  |                        |                        |
|  | Sanfrecce Hiroshima    | 3                    | Monterrey              | 2             |                     |                     |               |               |         |         |  |  |                        |                        |
|  | Sanfrecce Hiroshima    | 3                    | Monterrey              | 2             |                     |                     |               |               |         |         |  |  |                        |                        |
|  | 12 tháng 12 – Toyota   | 12 tháng 12 – Toyota |                        |               |                     |                     |               |               |         |         |  |  | 16 tháng 12 – Yokohama | 16 tháng 12 – Yokohama |

Tất cả các trận đấu được diễn ra theo giờ tiêu chuẩn Nhật Bản (UTC+09:00).

### Play-off vòng tứ kết
| Sanfrecce Hiroshima | 1–0      | Auckland City |
| ------------------- | -------- | ------------- |
| Aoyama 66'          | Chi tiết |               |

Một phút mặc niệm được tổ chức trước trận đấu để tưởng nhớ trọng tài biên người Hà Lan Richard Nieuwenhuizen, người đã qua đời sau một vụ bạo lực đã xảy ra bốn ngày trước trận đấu tại một giải đấu bóng đá trẻ.

### Tứ kết
| Ulsan Hyundai   | 1–3      | Monterrey                    |
| --------------- | -------- | ---------------------------- |
| Lee Keun-ho 88' | Chi tiết | Corona 9' · Delgado 77', 84' |

| Sanfrecce Hiroshima | 1–2      | Al Ahly                   |
| ------------------- | -------- | ------------------------- |
| Satō 32'            | Chi tiết | Hamdy 15' · Aboutrika 57' |

### Tranh hạng năm
| Ulsan Hyundai                        | 2–3      | Sanfrecce Hiroshima           |
| ------------------------------------ | -------- | ----------------------------- |
| Mizumoto 17' (l.n.) · Lee Yong 90+5' | Chi tiết | Yamagishi 35' · Satō 56', 72' |

### Bán kết
| Al Ahly | 0–1      | Corinthians  |
| ------- | -------- | ------------ |
|         | Chi tiết | Guerrero 30' |

| Monterrey       | 1–3      | Chelsea                                   |
| --------------- | -------- | ----------------------------------------- |
| De Nigris 90+1' | Chi tiết | Mata 17' · Torres 46' · Chávez 48' (l.n.) |

### Tranh hạng ba
| Al Ahly | 0–2      | Monterrey               |
| ------- | -------- | ----------------------- |
|         | Chi tiết | Corona 3' · Delgado 66' |

### Chung kết
| Corinthians  | 1–0      | Chelsea |
| ------------ | -------- | ------- |
| Guerrero 69' | Chi tiết |         |

## Cầu thủ ghi bàn
| Thứ hạng | Cầu thủ ghi bàn   | Câu lạc bộ          | Số bàn thắng |
| -------- | ----------------- | ------------------- | ------------ |
| 1        | César Delgado     | Monterrey           | 3            |
| 1        | Satō Hisato       | Sanfrecce Hiroshima | 3            |
| 3        | Paolo Guerrero    | Corinthians         | 2            |
| 3        | Jesús Corona      | Monterrey           | 2            |
| 5        | Mohamed Aboutrika | Al Ahly             | 1            |
| 5        | Al-Sayed Hamdy    | Al Ahly             | 1            |
| 5        | Juan Mata         | Chelsea             | 1            |
| 5        | Fernando Torres   | Chelsea             | 1            |
| 5        | Aldo de Nigris    | Monterrey           | 1            |
| 5        | Aoyama Toshihiro  | Sanfrecce Hiroshima | 1            |
| 5        | Yamagishi Satoru  | Sanfrecce Hiroshima | 1            |
| 5        | Lee Keun-ho       | Ulsan Hyundai       | 1            |
| 5        | Lee Yong          | Ulsan Hyundai       | 1            |

Bàn phản lưới nhà
- Dárvin Chávez (Monterrey, trong trận gặp Chelsea)
- Mizumoto Hiroki (Sanfrecce Hiroshima, trong trận gặp Ulsan Hyundai)

## Bảng xếp hạng cuối cùng

David Luiz, Cássio và Paolo Guerrero (từ trái sang phải) nhận các giải thưởng cá nhân sau trận chung kết giải vô địch bóng đá thế giới các câu lạc bộ 2012.

| VT | Liên đoàn | Đội                 | ST | T | H | B | BT | BB | HS |
| -- | --------- | ------------------- | -- | - | - | - | -- | -- | -- |
| 1  | CONMEBOL  | Corinthians         | 2  | 2 | 0 | 0 | 2  | 0  | +2 |
| 2  | UEFA      | Chelsea             | 2  | 1 | 0 | 1 | 3  | 2  | +1 |
| 3  | CONCACAF  | Monterrey           | 3  | 2 | 0 | 1 | 6  | 4  | +2 |
| 4  | CAF       | Al Ahly             | 3  | 1 | 0 | 2 | 2  | 4  | −2 |
| 5  | AFC       | Sanfrecce Hiroshima | 3  | 2 | 0 | 1 | 5  | 4  | +1 |
| 6  | AFC       | Ulsan Hyundai       | 2  | 0 | 0 | 2 | 3  | 6  | −3 |
| 7  | OFC       | Auckland City       | 1  | 0 | 0 | 1 | 0  | 1  | −1 |

## Giải thưởng
Các giải thưởng sau đây đã được trao khi kết thúc giải đấu.
| Quả bóng vàng Adidas Giải thưởng Toyota | Quả bóng bạc Adidas  | Quả bóng đồng Adidas         |
| --------------------------------------- | -------------------- | ---------------------------- |
| Cássio (Corinthians)                    | David Luiz (Chelsea) | Paolo Guerrero (Corinthians) |
| Giải thưởng phong cách FIFA             |                      |                              |
| Monterrey                               |                      |                              |